# جيمس سميث
جيمس أي . سميث (بالإنجليزية: James Emerson Smith Jr.)‏ الابن. سياسي أمريكي وعضو مجلس النواب عن كارولينا الجنوبية. مثّل المنطقة الثانية والسبعون في مقاطعة ريتشلند منذ عام 1997. هو ذا توجه ديموقراطي، أَيّد جو بايدن في انتخابات 2008 الرئاسية الأمريكية.

## وصلات خارجية
- موقعه الرسمي على الشبكة